# Diataxis

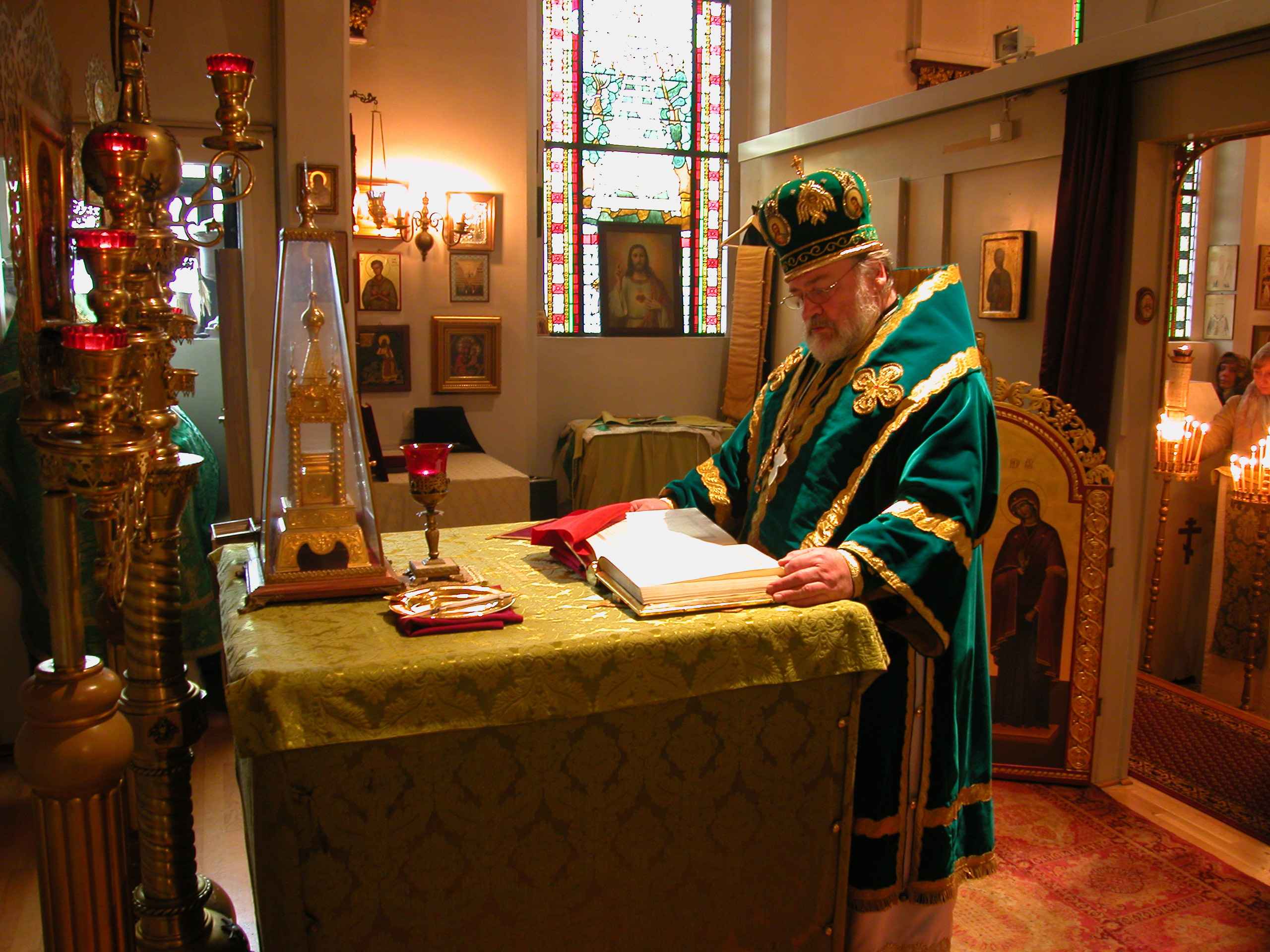
Archeveque a diataxis

Diataxis (grec ancien : διάταξις, diataxis, « ordre ») est le nom donné dans les Églises d'Orient au rituel utilisé par le prêtre pour l'ordonnancement des offices et plus particulièrement de la Divine Liturgie. Plus généralement, on désigne ainsi l'ordre dans lequel s'effectuent les divers actes de la Divine Liturgie,.